# Федір Биковський
Бико́вський Федір — діяч київського магістрату, війт Києва в 1699 році.

## Родина
Походив із роду Биковських. Батько, Ян Биковський, займав цю посаду з 1687 до смерті в 1699 році. 1699 року обрано війтом Києва, але обіймав посаду недовго оскільки перейшов до козацького стану.
Мав трьох синів — Василя, Леонтія та Льва, які в 1730-ті перейшли з міщанського стану в козацький.
Василь мав ранг бунчукового товариша Київського полку, Леонтій був сотником у Опішні, а Лев — у Гадячі. Василь Биковський, наслідуючи діда й батька, висував у 1734 році свою кандидатуру на посаду війта, але вона була відхилена, бо він вже вийшов з міщанського стану.
Леонтій відомий тим, що почав зводити в родовій садибі мурований будинок, досі відомий як будинок Петра І, але перевід його до Опішні став на заваді завершенню будівництва.